# SoftMaker
SoftMaker Software GmbH est une entreprise allemande de logiciels qui produit des logiciels de bureautique et des polices de caractères numériques. 
Basée à Nuremberg, SoftMaker a été fondée en 1987 par Martin Kotulla.
Elle est notamment connue depuis 1994 pour sa suite bureautique SoftMaker Office (en) (et sa version freeware Free Office).